# 1 (Zara Larsson)
1 è il primo album in studio della cantante svedese Zara Larsson, pubblicato in Scandinavia il 1º ottobre 2014 dalla TEN ed Universal.

## Tracce
1. Skippin a Beat – 2:43 (Jacob Kasher Hindlin, Rickard Göransson, Tove Lo, Kevin Figueiredo, Teddy Pena)
2. Wanna Be Your Baby – 3:04 (Claude Kelly, Mack, Colin Norman)
3. Rooftop – 3:59 (Mack, Rickard Göransson, Mathieu Jomphe, Nick Ruth)
4. Never Gonna Die – 3:46 (Tysper, Ethan Lowery)
5. Carry You Home – 4:14 (Elof Loelv)
6. Can't Hold Back – 3:40 (Ashley Rose, Melvin Hough II, Rivelino R Wouter)
7. Weak Heart – 2:59 (Mack, Robert Habolin, Patrizia Helander)
8. If I Was Your Girl – 2:39 (Mack, Tim Deneve, Ted Krotkiewski)
9. Secret – 2:43 (Elina Stridh, Simon Hassle, Benjamin Johansson, Grace Tither)
10. Endless – 2:46 (Erik Hassle, Daniel Ledinsky, Grizzly)
11. Still in My Blood – 3:11 (Alx Reuterskiöld, Kim Wennerström)
12. Uncover (2014) – 3:34 (Mack, Robert Habolin, Gavin Jones)
13. Bad Boys – 2:09 (Mack)
14. She's Not Me (Pt. 1 & Pt. 2) – 5:33 (Mack, Naiv)

## Formazione
Musicisti
- Zara Larsson – voce
- Mel and Mus – strumentazione (traccia 6)
- Erik Arvinder – arrangiamento (traccia 12)

Produzione
- Zara Larsson – produzione esecutiva
- Mack – produzione esecutiva, produzione vocale (tracce 1, 3, 8 e 13), registrazione (tracce 1 e 13), produzione (traccia 14)
- Ola Håkansson – produzione esecutiva
- O.C. – produzione (traccia 1)
- Kevin Fings – produzione (traccia 1)
- Nicki & Hampus – missaggio (traccia 1)
- Chris Gehringer – mastering (tracce 1-11 e 13)
- Colin Norman – produzione (traccia 2)
- Phil Tan – missaggio (traccia 2)
- Billboard – produzione (traccia 3)
- Nick Ruth – produzione (traccia 3)
- Nicki Adamsson – ingegneria del suono (traccia 3)
- Erik Madrid – missaggio (traccia 3)
- Vincent Vu – assistenza al missaggio (traccia 3)
- Tysper – produzione (traccia 4)
- Șerban Ghenea – missaggio (traccia 4)
- John Hanes – assistenza al missaggio (traccia 4)
- Elof Loelv – produzione (tracce 5, 7 e 13), missaggio (tracce 7 e 13)
- Mel and Mus – produzione (traccia 6)
- Robert Habolin – produzione vocale (tracce 6, 7 e 13), registrazione (tracce 6, 7, 12 e 13), missaggio (tracce 6, 11 e 12), produzione (tracce 11 e 12)
- JUNGLE – produzione e missaggio (traccia 8)
- Simon Hassle – produzione (traccia 9)
- Benjamin Johansson – produzione (traccia 9)
- Adel Dahdal – missaggio (traccia 9)
- Grizzly – produzione (traccia 10), missaggio (traccia 10)
- Erik Arvinder – registrazione corde (traccia 12)
- Björn Engelmann – mastering (tracce 12 e 14)
- Naiv – produzione e missaggio (traccia 14)

## Classifiche

### Classifiche settimanali
| Classifica (2014-15) | Posizione massima |
| -------------------- | ----------------- |
| Danimarca            | 33                |
| Norvegia             | 28                |
| Svezia               | 1                 |

### Classifiche di fine anno
| Classifica (2014) | Posizione |
| ----------------- | --------- |
| Svezia            | 59        |
| Classifica (2015) | Posizione |
| Svezia            | 39        |